# دولت نظامی غلامرضا ازهاری
دولت نظامی غلامرضا ازهاری از آخرین دولت‌های دورهٔ پهلوی است. رئیس این دولت ۵۵ روزه، غلامرضا ازهاری، عالی‌ترین صاحب‌منصب نظامی ایران بود.
در پی کناره‌گیری شریف امامی از نخست‌وزیری، شاه در ۱۵ آبان ۱۳۵۷ یک کابینه نظامی به ریاست غلامرضا ازهاری را روی کار آورد. استقرار دولت نظامی با آن هدف صورت گرفت تا رهبران اپوزیسیون را متقاعد کند که رژیم قابلیت‌های نامحدودی در زمینه سرکوب دارد و از این رو مصالحه با شاه امری منطقی به نظر می‌رسد. ازهاری شیوه‌ای آمیخته از آشتی و سرکوب را پیشه کرد تا بدین وسیله جهت یافتن نخست‌وزیر غیرنظامی فرصتی لازم برای شاه فراهم آورد.
در دوران حکومت ازهاری، مأموران نظامی در بعضی روزنامه‌ها مستقر شدند، کارکنان روزنامه‌های کیهان و اطلاعات به‌عنوان مهم‌ترین نشریات آن روز همراه با چند روزنامه دیگر به جمع اعتصاب کنندگان پیوستند، کارکنان رادیو تلویزیون دست از کار کشیدند و اکثر بانک‌های کشور نیز به‌علت اعتصاب کارکنان تعطیل شدند. در مدت حضور ازهاری سازمان‌های دولتی عموماً در حال اعتصاب بودند و عملاً فعالیت اداری وجود نداشت و چون روزنامه‌ها هم در حال اعتصاب بودند، فعالیت این کابینه جز درگیری با تظاهرکنندگان و مقابله بی‌نتیجه با شعارهای شبانه در پشت بام‌ها و افزایش کمبودها به‌ویژه نبودن بنزین و سوخت‌های خانگی انعکاسی نداشت. در این دوره، حفاظت از تأسیسات نفت نیز برعهده ارتش قرار گرفته بود. در این زمان، بیشتر کارکنان صنعت نفت در اعتصاب به‌سر می‌بردند. هدف از سپرده شدن امور نفت به ارتش این بود که قوانین نظامی در آنجا حاکم و اجرا شود و اعتصاب ادامه نیابد که این نتیجه حاصل نشد و حتی واحدهای ارتش دچار کمبود بنزین شده بودند. از اقدامات دولت نظامی ازهاری، بازداشت دولتمردانی همچون ارتشبد نصیری، منوچهر آزمون، عبدالعظیم ولیان، داریوش همایون، غلامرضا نیک‌پی و امیرعباس هویدا بود. دولت ازهاری مأیوس از وضعیت به‌وجود آمده تلاش کرد تا با دستگیری بعضی رجال گذشته، خشم مردم را فرو بنشاند.
نقطه اوج قیام مردم، تظاهرات روزهای تاسوعا و عاشورای حسینی (۱۹ و ۲۰ آذر ۱۳۵۷) در سراسر کشور بود و دولت ازهاری نتوانست واکنش جدی از خود نشان دهد. مردم در راهپیمایی‌های ضد شاه در تهران و شهرهای دیگر شرکت جستند.
فشارها سرانجام نتیجه داد و ازهاری در ۲۵ آذر ۱۳۵۷ دچار حمله قلبی شده، سکته کرده و بستری شد؛ و عملاً کارها متوقف و امور مختل شد. وی که ۱۵ روز از مجموع ۵۵ روز عمر کابینه‌اش بیمار بود در روز ۱۰ دی ۱۳۵۷ استعفا داد و چند روز بعد از کشور خارج شد و برای درمان به آمریکا رفت.

## پیشینه تشکیل دولت
شکست دولت‌های متعدد و شاه در مقابله با انقلاب، و در عین اعطای امتیازات به مخالفان، مانند آزادی زندانیان سیاسی و برگشت همهٔ تبعیدیان سیاسی از جمله روح‌الله خمینی و… شاه را واداشت تا به سیاست ارعاب و سرکوب علیه مخالفان متوسل شود و با انتصاب یک نظامی به ریاست دولت، جریان انقلاب را متوقف کند. به همین منظور شاه بعد از برکناری شریف‌امامی، ارتشبد ازهاری را که رئیس ستاد ارتش بود، به نخست‌وزیری منصوب نمود.

البته از طرف دیگر، روی کار آمدن کابینه نظامی ازهاری که دو ماه قبل از خروج شاه و سه ماه پیش از سقوط حکومت پهلوی و پیروزی انقلاب صورت گرفت، حاصل مشورت شاه با سالیوان، سفیر آمریکا و آنتونی پارسونز، سفیر انگلیس در تهران، و اصرار آنها به روی کار آمدن یک دولت نظامی بود. برژینسکی مشاور امنیتی جیمی کارتر رئیس‌جمهور آمریکا، در تماسی تلفنی به شاه حمایت کامل دولت متبوع خود را از وی اعلام کرد. این تماس متعاقب جلسه‌ای که در کاخ سفید و در ارتباط با گزارش ویلیام سولیوان سفیر آمریکا در تهران برگزار گردیده بود، گرفته شد. در آن گزارش سآلیوان به وضعیت متزلزل شاه و به روند رو به گسترش انقلاب اسلامی ایران اشاره کرده بود. برژینسکی در خاطرات خود چنین می‌نویسد: 
من به شاه گفتم که ایالات متحدهٔ آمریکا در بحران کنونی به‌طور تام و تمام و بدون هیچ‌گونه قید و شرطی از شما حمایت می‌کند، شما از حمایت کامل ما برخوردار هستید، ثانیاً ما از تصمیم شما چه راجع به شکل و چه راجع به ترکیب حکومت مورد نظرتان حمایت خواهیم کرد و ثالثاً ما، تکرار می‌کنم، ما شما را به هیچ‌گونه راه حل خاصی تشویق و ترغیب نمی‌کنیم. سپس با توجه به گزارش سالیوان مبنی بر این‌که وی و سفیر بریتانیا به شاه در مورد تشکیل یک دولت نظامی هشدار داده‌اند، خطاب به او افزودم که امیدوارم روشن کرده باشم و به سفیرمان نیز دستور داده شده تا این نکته را روشن کند که ما شما را برای در پیش گرفتن جهت خاصی نصیحت یا ترغیب نمی‌کنیم… به نظر من مشکل شما این است که باید دست به یک سلسله اقدامات خاصی بزنید که اقتدار شما را به نحو مؤثر نشان دهد. شاه به‌سادگی پاسخ داد، چشم.
توصیهٔ برژینسکی به شاه مقدمهٔ تشکیل دولت نظامی شد؛ و برای تشکیل یک دولت نظامی، قرعه به نام ارتشبد ازهاری که دارای عالی‌ترین شغل نظامی بود، اصابت کرد. بعدازظهر ۱۴ آبان ۱۳۵۷، ازهاری به کاخ شاه احضار شد و پس از مذاکرات مختصری، شاه به وی تکلیف نخست‌وزیری نمود و او نیز این مأموریت را پذیرفت.

به دنبال انتصاب ازهاری به ریاست دولت نظامی، محمدرضا پهلوی در روز ۱۵ آبان در صفحه تلویزیون حاضر شد. این نطق اعتراف به گناهان گذشته و خطاهای بسیار رژیم گذشته بود. او در نطق خود افزود: 
من نیز پیام انقلاب شما ملت ایران را شنیدم. من حافظ سلطنت مشروطه، که موهبتی است الهی که از طرف ملت به پادشاه تفویض شده‌است هستم و آنچه را که شما برای به دست آوردن آن قربانی داده‌اید، تضمین می‌کنم… من در اینجا از آیات عظام و علمای اعلام که رهبران روحانی و مذهبی جامعه و پاسداران اسلام بخصوص مذهب شیعه هستند تقاضا دارم تا با راهنمائی‌های خود و دعوت مردم به آرامش و نظم برای حفظ تنها کشور شیعه جهان بکوشند…

### کابینه پیشنهادی
ازهاری روز ۱۵ آبان، کابینه‌ای ناقص شامل ۹ نفر که ۴ نفر از آنان وزیران دولت شریف‌امامی بودند و بقیه را فرماندهان نیروهای نظامی و انتظامی و امنیتی تشکیل می‌دادند را به شرح زیر به شاه معرفی کرد:
- امیرخسرو افشار قاسملو وزیر امور خارجه
- رضا عظیمی وزیر جنگ
- محمدرضا امین وزیر صنایع و معادن
- قره‌باغی وزیر کشور و سرپرست وزارت امور اقتصادی و دارایی
- غلامعلی اویسی سرپرست وزارت کار و امور اجتماعی
- امیرحسین ربیعی سرپرست وزارت مسکن و شهرسازی
- ابوالحسن سعادتمند سرپرست وزارت اطلاعات و جهانگردی
- ایرج مقدم سرپرست وزارت نیرو
- عزت‌الله همایون‌فر وزیر مشاور.

پس از چند روز مقرر شد که وزرای نظامی به‌دلیل مشاغل مهمی که دارند باید به کارهای خود برسند؛ در نتیجه، وزرای تازه‌ای معرفی شدند و ازهاری به‌تدریج کابینه را تکمیل نمود و بعد از تأیید شاه، رأی اعتماد مجلس شورای ملی را نیز به دست آورد.
مجلس شورای ملی در جلسه روز چهارشنبه اول آذر ماه ۱۳۵۷ پس از طرح برنامه دولت و استماع سخنان نخست‌وزیر و موافقت با اجرای متن برنامه، با اکثریت ۱۹۰ رأی از ۲۲۹ نفر حاضر، به دولت ازهاری رأی اعتماد داد.

## هیئت دولت
| نخست‌وزیر                                 |  | غلامرضا ازهاری        | ۱۵ آبان ۱۳۵۷ | ۱۰ دی ۱۳۵۷   | نظامی | [ ۲ ]  |
| وزیران                                   |  |                       |              |              |       |        |
| وزیر آموزش و پرورش                       |  | کمال حبیب‌اللهی*       | ۱۵ آبان ۱۳۵۷ | ۱۷ آبان ۱۳۵۷ | نظامی | : 51   |
| وزیر آموزش و پرورش                       |  | محمدرضا عاملی تهرانی  | ۱۷ آبان ۱۳۵۷ | ۱۶ دی ۱۳۵۷   | مستقل | [ ۱۵ ] |
| وزیر اطلاعات و جهانگردی                  |  | ابوالحسن سعادتمند     | ۱۵ آبان ۱۳۵۷ | ۱۶ دی ۱۳۵۷   | نظامی | [ ۱۶ ] |
| وزیر امور اقتصادی و دارایی               |  | عباس قره‌باغی*         | ۱۵ آبان ۱۳۵۷ | ۲۰ آبان ۱۳۵۷ | نظامی | [ ۱۶ ] |
| وزیر امور اقتصادی و دارایی               |  | حسنعلی مهران          | ۲۰ آبان ۱۳۵۷ | ۱۶ دی ۱۳۵۷   | مستقل | [ ۱۷ ] |
| وزیر امور خارجه                          |  | امیرخسرو افشار قاسملو | ۱۵ آبان ۱۳۵۷ | ۱۶ دی ۱۳۵۷   | مستقل | : 51   |
| وزیر بازرگانی                            |  | احمد معمارزاده        | ۱۷ آبان ۱۳۵۷ | ۱۶ دی ۱۳۵۷   | مستقل | [ ۱۵ ] |
| وزیر بهداری و بهزیستی                    |  | محمدحسین مرشد         | آبان ۱۳۵۷    | ۱۶ دی ۱۳۵۷   | مستقل | [ ۱۸ ] |
| وزیر پست و تلگراف و تلفن                 |  | کریم معتمدی           | ۱۵ آبان ۱۳۵۷ | ۱۶ دی ۱۳۵۷   | مستقل | [ ۱۶ ] |
| وزیر جنگ                                 |  | رضا عظیمی             | ۱۵ آبان ۱۳۵۷ | ۱۶ دی ۱۳۵۷   | نظامی | [ ۱۶ ] |
| وزیر دادگستری                            |  | حسین نجفی             | ۱۷ آبان ۱۳۵۷ | ۱۶ دی ۱۳۵۷   | مستقل | [ ۱۵ ] |
| وزیر راه و ترابری                        |  | حسن شالچیان           | ۱۷ آبان ۱۳۵۷ | ۱۶ دی ۱۳۵۷   | مستقل | [ ۱۵ ] |
| وزیر صنایع و معادن                       |  | محمدرضا امین          | ۱۵ آبان ۱۳۵۷ | ۱۶ دی ۱۳۵۷   | مستقل | [ ۱۶ ] |
| وزیر علوم و آموزش عالی                   |  | کمال حبیب‌اللهی*       | ۱۵ آبان ۱۳۵۷ | آبان ۱۳۵۷    | نظامی | [ ۱۶ ] |
| وزیر علوم و آموزش عالی                   |  | شمس‌الدین مفیدی        | آبان ۱۳۵۷    | ۱۶ دی ۱۳۵۷   | مستقل | [ ۱۸ ] |
| وزیر فرهنگ و هنر                         |  | کمال حبیب‌اللهی*       | ۱۵ آبان ۱۳۵۷ | آبان ۱۳۵۷    | نظامی | [ ۱۶ ] |
| وزیر فرهنگ و هنر                         |  | محسن فروغی            | آبان ۱۳۵۷    | ۱۶ دی ۱۳۵۷   | مستقل | [ ۱۸ ] |
| وزیر کار و امور اجتماعی                  |  | غلامعلی اویسی*        | ۱۵ آبان ۱۳۵۷ | ۲۰ آبان ۱۳۵۷ | نظامی | [ ۱۶ ] |
| وزیر کار و امور اجتماعی                  |  | باقر کاتوزیان         | ۲۰ آبان ۱۳۵۷ | ۱۶ دی ۱۳۵۷   | نظامی | [ ۱۷ ] |
| وزیر کشاورزی و عمران روستایی             |  | امیرحسین امیرپرویز    | ۲۰ آبان ۱۳۵۷ | ۱۶ دی ۱۳۵۷   | مستقل | [ ۱۷ ] |
| وزیر کشور                                |  | عباس قره‌باغی          | ۱۵ آبان ۱۳۵۷ | ۱۶ دی ۱۳۵۷   | نظامی | [ ۱۶ ] |
| وزیر مسکن و شهرسازی                      |  | امیرحسین ربیعی*       | ۱۵ آبان ۱۳۵۷ | آبان ۱۳۵۷    | نظامی | [ ۱۶ ] |
| وزیر مسکن و شهرسازی                      |  | منوچهر بهروان         | آبان ۱۳۵۷    | ۱۶ دی ۱۳۵۷   | مستقل | [ ۱۸ ] |
| وزیر نیرو                                |  | ایرج مقدم             | ۱۵ آبان ۱۳۵۷ | ۱۶ دی ۱۳۵۷   | نظامی | [ ۱۶ ] |
| وزیران مشاور                             |  |                       |              |              |       |        |
| امور اجرایی                              |  | مصطفی پایدار          | آبان ۱۳۵۷    | ۱۶ دی ۱۳۵۷   | مستقل | [ ۱۸ ] |
| امور پارلمانی                            |  | احمد ناظمی            | آبان ۱۳۵۷    | ۱۶ دی ۱۳۵۷   | مستقل | [ ۱۸ ] |
| امور سیاسی                               |  | عزت‌الله همایون‌فر      | ۱۵ آبان ۱۳۵۷ | ۱۶ دی ۱۳۵۷   | مستقل | [ ۱۶ ] |
| رئیس سازمان اوقاف                        |  | علینقی کنی            | ۱۵ آبان ۱۳۵۷ | آبان ۱۳۵۷    | مستقل | [ ۱۶ ] |
| رئیس سازمان اوقاف                        |  | محسن شریعتمداری       | آبان ۱۳۵۷    | ۱۶ دی ۱۳۵۷   | مستقل | [ ۱۸ ] |
| رئیس سازمان برنامه و بودجه               |  | مرتضی صالحی           | ۲۰ آبان ۱۳۵۷ | ۱۶ دی ۱۳۵۷   | مستقل | [ ۱۷ ] |
| معاونان نخست‌وزیر                         |  |                       |              |              |       |        |
| معاون نخست‌وزیر                           |  | علی فرداد             | ۱۵ آبان ۱۳۵۷ | ۱۰ دی ۱۳۵۷   | مستقل | [ ۱۸ ] |
| دبیرکل سازمان امور اداری و استخدامی کشور |  | امین عالیمرد          | ۱۵ آبان ۱۳۵۷ | ۱۰ دی ۱۳۵۷   | مستقل | [ ۱۹ ] |
| رئیس سازمان آمادگی ملی و بسیج غیرنظامی   |  | قاسم خزاعی            | ۱۵ آبان ۱۳۵۷ | ۱۰ دی ۱۳۵۷   | نظامی |        |
| رئیس سازمان اطلاعات و امنیت کشور         |  | ناصر مقدم             | ۱۵ آبان ۱۳۵۷ | ۱۰ دی ۱۳۵۷   | نظامی |        |
| رئیس سازمان انرژی اتمی ایران             |  | اکبر اعتماد           | ۱۵ آبان ۱۳۵۷ | ۱۰ دی ۱۳۵۷   | مستقل |        |
| رئیس سازمان حفاظت محیط زیست              |  | منوچهر فیلی           | ۱۵ آبان ۱۳۵۷ | ۱۰ دی ۱۳۵۷   | مستقل |        |